# .gg

Logo .gg

.gg – domena internetowa przypisana do Guernsey.

## Domeny drugiego poziomu
- .ac.gg – tylko instytucje akademickie
- .co.gg – komercyjne/personalne domeny
- .gov.gg – rząd Guernsey, Alderney i Sark
- net.gg – ISP oraz komercyjne
- sch.gg – szkoły
- org.gg – organizacje

Nazwy mogą też być rejestrowane bezpośrednio na drugim poziomie.